# No Code
No Code is het vierde album van de Amerikaanse grungeband Pearl Jam. Het album kwam uit op 27 augustus 1996 bij Epic Records.
Lezers van Rolling Stone plaatsten No Code op plek 3 van de Readers' Picks 1996.